# 天鷹座10
天鷹座10，又名BD+13 3838，HD 176232、SAO 104303、HR 7167，是天鷹座的一颗恒星，视星等为5.89，位于銀經46.16，銀緯4.7，其B1900.0坐标为赤經18h 54m 11.4s，赤緯+13° 4.7′ 20″。